# 源俊実
源 俊実（みなもと の としさね）は、平安時代中期から後期にかけての公卿。
醍醐源氏、権中納言・源隆俊の子。官位は正二位・権大納言。
『続古事談』（医師招請事件）などに発言の記録が残る。

## 官職歴
- 康平3年11月16日（1060年12月11日） - ?　因幡権守
- 康平4年12月（1060年12月-日） - ?　刑部権大輔
- 康平5年正月30日（1062年3月13日） - ?　左衛門佐
- 康平7年3月4日（1064年3月24日） - ?　右近衛権少将
- 康平8年3月29日（1065年5月7日） - ?　美作介
- 承保2年正月28日（1075年2月16日） - ?　左馬頭
- 承保2年12月15日（1076年1月23日） - ?　蔵人頭
- 承保4年正月29日（1077年2月24日） - ?　讃岐権守
- 承暦3年10月（1079年10月28日） - 寛治3年正月28日（1089年3月12日）　右兵衛督
- 承暦4年正月28日（1080年2月21日） - 寛治5年正月（1091年2月-日）　参議
- 承暦5年正月26日（1081年3月9日） - 応徳2年（1085年）　播磨権守
- 永保3年2月1日（1083年2月20日） - 嘉保3年10月（1096年11月-日）　太皇太后宮権大夫
- 応徳3年11月20日（1086年12月28日） - 嘉保3年10月（1096年11月-日）　検非違使別当
- 寛治元年11月10日（1087年12月7日） - 寛治5年正月（1091年2月-日）　近江権守
- 寛治3年正月28日（1089年3月12日） - 嘉保2年12月（1096年1月-日）　左兵衛督
- 寛治5年正月（1091年2月-日） - 康和2年7月17日（1100年8月24日）　権中納言
- 嘉保2年12月（1096年1月-日） - 嘉保3年10月（1096年11月-日）　右衛門督
- 康和元年12月（1100年1月-日） - 嘉承元年12月27日（1107年1月22日）　治部卿
- 康和2年7月17日（1100年8月24日） - 嘉承元年12月27日（1107年1月22日）　中納言
- 嘉承元年12月27日（1107年1月22日） - 天永2年正月23日（1111年3月4日）　権大納言

## 位階歴
- 康平2年正月5日（1059年2月19日）　従五位下
- 康平7年正月6日（1064年1月26日）　従五位上
- 治暦3年正月5日（1065年5月7日）　正五位下
- 治暦4年7月21日（1068年8月21日）　従四位下
- 延久3年12月26日（1072年1月18日）　従四位上
- 延久6年正月28日（1074年2月26日）　正四位下
- 承暦4年11月3日（1080年12月16日）　従三位
- 寛治元年11月17日（1087年12月14日）　正三位
- 寛治7年正月5日（1093年2月3日）　従二位
- 康和2年正月16日（1100年2月27日）　正二位

## 系譜
- 父：源隆俊（1025-1075）
- 母：不詳
- 妻：不詳
  - 男子：源忠高
  - 男子：源保隆
  - 男子：源実保
  - 男子：源実隆